# Омікрон Андромеди
Омікрон Андромеди (ο Андромеди) — зірка в сузір'ї Андромеда, що лежить на відстані 350 світлових років від Сонця. Система класифікується як біло-блакитна система гігантів. Має видиму зоряну величину +3.62.

## Система
ο Андромеди є кратною системою з якнайменше трьома компонентами, можливо, система складається з двох пар близько розташованих зір, що робить її системою з чотирьох компонентів. Компоненти A та B вперше були розділені в 1949 році, коли вони були розділені менш ніж 0.1". В 1975 році розділення складало 0.375", а у 2014 році тільки 0.21". Період обертання складає 118 років. В 1975 році за допомогою спекл-інтерферометрії був знайдений компонент Ab на відстані тільки 0.05" від компонента Aa, період обертання цієї пари становить 5.6 років.

## Змінність
Омікрон Андромеди це змінна типу γ Кассіопеї зі зміною яскравості від +3.58 до +3.78, змінна зоря є найяскравішим та наймасивнішим компонентом системи, це — Aa ο Андромеди. Омікрон Андромеди також показує змінність типу β Ліри, але вони вважаються властивостями одного з компонентів, а не викликаними затемненнями.
Обидва компоненти є гігантами, компонент A зі спектральним класом B6, а компонент B з A2.